# Soso Dżabidze
Soso Dżabidze (gruz. სოსო ჯაბიძე; ur. 14 sierpnia 1987) – gruziński zapaśnik walczący w stylu klasycznym. Olimpijczyk z Londynu 2012, gdzie zajął trzynaste miejsce w kategorii 96 kg.
Zajął 22 miejsce na mistrzostwach świata w 2010. Siódmy na mistrzostwach Europy w 2011 i 2013. Ósmy w Pucharze Świata w 2010 roku.